# Vitry-en-Perthois
Vitry-en-Perthois là một xã thuộc tỉnh Marne trong vùng Grand Est đông nam nước Pháp. Xã này nằm ở khu vực có độ cao trung bình 96 mét trên mực nước biển.
Sông Chée chảy vào sông Saulx ở phía bắc thị trấn.